# خط طول 78° شرق
خط طول 78° شرق هو أحد خطوط الطول الجغرافية، والتي تمتد من القطب الشمالي الجغرافي إلى القطب الجنوبي الجغرافي، وحسب التحويل الزمني يتقدم خط طول 78° شرق عن خط غرينتش بـ5 ساعة و12 دقيقة.

## من القطب إلى القطب
ينطلق خط طول 78° شرق من القطب الشمالي نحو القطب الجنوبي مرورا بالمناطق التي ترد في الجدول التالي:
| الإحداثيات                         | البلد أو الإقليم أو البحر | ملاحظات |
| ---------------------------------- | ------------------------- | --- |
| 90°0′N 78°0′E / 90.000°N 78.000°E  | المحيط المتجمد الشمالي    | |
| 81°7′N 78°0′E / 81.117°N 78.000°E  | بحر كارا                  | مرورا بشرق Vize Island, روسيا |
| 72°35′N 78°0′E / 72.583°N 78.000°E | روسيا                     | Oleniy Island و Gydan Peninsula |
| 72°6′N 78°0′E / 72.100°N 78.000°E  | Yuratski Bay              | |
| 71°51′N 78°0′E / 71.850°N 78.000°E | روسيا                     | Gydan Peninsula |
| 71°15′N 78°0′E / 71.250°N 78.000°E | Khalmyer Bay              | |
| 70°56′N 78°0′E / 70.933°N 78.000°E | روسيا                     | Gydan Peninsula |
| 68°22′N 78°0′E / 68.367°N 78.000°E | Taz Estuary               | |
| 68°13′N 78°0′E / 68.217°N 78.000°E | روسيا                     | Gydan Peninsula |
| 67°40′N 78°0′E / 67.667°N 78.000°E | Taz Estuary               | |
| 67°31′N 78°0′E / 67.517°N 78.000°E | روسيا                     | |
| 53°11′N 78°0′E / 53.183°N 78.000°E | كازاخستان                 | مرورا عبر بحيرة بالكاش |
| 42°52′N 78°0′E / 42.867°N 78.000°E | قرغيزستان                 | مرورا عبر بحيرة إيسيك كول lake |
| 41°4′N 78°0′E / 41.067°N 78.000°E  | جمهورية الصين الشعبية     | سنجان |
| 35°35′N 78°0′E / 35.583°N 78.000°E | أكساي تشين                | Disputed between الهند و جمهورية الصين الشعبية - لحوالي 11 km                                                                                                   |
| 35°29′N 78°0′E / 35.483°N 78.000°E | الهند                     | جامو وكشمير - لحوالي 10 km, تملكه باكستان |
| 35°24′N 78°0′E / 35.400°N 78.000°E | أكساي تشين                | Disputed between الهند و جمهورية الصين الشعبية - لحوالي 10 km                                                                                                   |
| 35°18′N 78°0′E / 35.300°N 78.000°E | الهند                     | Jammu و Kashmir - تملكه باكستان · هيماجل برديش · أوتاراخند · أتر برديش · راجستان · ماديا براديش · ماهاراشترا · تيلانغانا · أندرا برديش · كارناتاكا · تاميل نادو |
| 8°20′N 78°0′E / 8.333°N 78.000°E   | المحيط الهندي             | |
| 60°0′S 78°0′E / 60.000°S 78.000°E  | المحيط الجنوبي            | |
| 69°7′S 78°0′E / 69.117°S 78.000°E  | القارة القطبية الجنوبية   | الإقليم الأسترالي في القارة القطبية الجنوبية, المطالب الإقليمية بالقارة القطبية الجنوبية by أستراليا                                                            |